# Cetatea de Baltă (gmina)
Cetatea de Baltă – gmina w Rumunii, w okręgu Alba. Obejmuje miejscowości Cetatea de Baltă, Crăciunelu de Sus, Sântămărie i Tătârlaua. W 2011 roku liczyła 2930 mieszkańców.

## Demografia
Skład etniczny według spisu z 2011 roku:
- Rumuni – 1347 (45,97 %)
- Romowie – 912 (31,13 %)
- Węgrzy – 491 (16,76 %)
- Niemcy – 13 (0,44 %)
- nieokreślona przynależność – 167 (5,70 %)